# Vladimir Malančec
Vlado Malančec (Zagreb, 1898. – Koprivnica, 22. srpnja 1985. ), hrvatski političar, novinar i izdavač.

## Životopis
Osnovno je školovanje (i nižu realnu gimnaziju) završio u Koprivnici, višu realnu gimnaziju je polazio u Zagrebu gdje je završio studij prava. Nakon toga je radio u odvjetničkom uredu kod svog oca dr. Matije Malančeca (1857. – 1945.) koju je vodio, a uz to je četiri godine bio pristav kod kotarskog (sreskog) načelstva u Koprivnici. U privatnom životu je posebno volio umjetnost, a bio je član gotovo svih međuratnih humanitarnih, karitativnih, pjevačkih, športskih i drugih koprivničkih društava. Bavio se novinarstvom i izdavalaštvom (jedno vrijeme je bio nakladnik Podravskih novina). Godine 1927. je na listi HSS-a izabran u gradsko vijeće ali mu mandat nije verificiran zbog toga što je bio premlad. Nakon izbora godine 1928. izabran je za gradonačelnika Koprivnice, no nakon sukoba unutar stranke gubi poziciju gradonačelnika i napušta HSS. Tada je na njegovo mjesto postavljen dr. Leo Janson. Nakon proglašenja Šestosiječanjske diktature prelazi na stranu režima, te se dana 26. travnja 1929. vratio na gradonačelničko mjesto. Zajedno s Pavlom Dombajem iz Drnja je 1930. godine izabran za banskog vijećnika, a 1931. godine na režimskoj listi ulazi u Narodnu skupštinu u Beogradu (zamjenik mu je bio Pavao Dombaj), te napušta mjesto gradonačelnika. Nakon toga se uključuje u novu režimsku političku formaciju - Jugoslavensko radikalnu seljačku demokraciju (JRSD) koja je težila okupljati političke ljude iz tri bivše najveće političke stranke - Radikalne, Demokratske i HSS-a, te postaje njen čelnik za kotar Koprivnicu. Ta stranka je 1933. godine promijenila naziv u Jugoslavenska nacionalna stranka (JNS). Godine 1935. Malančec se kao kandidat JNS-a (Dombaj mu je ponovo bio zamjenik) kandidirao na izborima, ali je ostvario izuzetno loš izborni rezultat - osvojio je samo 0,12% glasova u koprivničkom kotaru, čime ga građani kažnjavaju zbog političkog djelovanja na strani režima u vrijeme diktature. Nakon toga se (uz niz drugih razloga) razočaran trajno povukao iz "visoke" politike, a još je neko vrijeme ostao član koprivničkog gradskog zastupstva. Nakon uspostave NDH nalazio se u ustaškom logoru Danica, a nakon toga je transportiran u logor Jadovno, odakle je premješten u Zagreb. Nakon drugog svjetskog rata radio je kao odvjetnik u Koprivnici, a svoju kuću s umjetničkom kolekcijom ostavio je općini Koprivnica odnosno Muzeju grada Koprivnice.